# Hanse Sail
Pour les articles homonymes, voir Hanse (homonymie) et Sail.
La Hanse Sail de Rostock est le plus grand festival maritime se déroulant  en Allemagne, dans la région du Mecklembourg-Poméranie-Occidentale et l'un des plus importants d'Europe.
Depuis 1991, chaque année durant le deuxième week-end d'Août, environ 250 bateaux à voile traditionnels de tous types, tailles et pays  visitent la côte au large de la ville de Rostock et de la station balnéaire de Warnemünde.  

Aujourd'hui, la Hanse Sail fait partie de la Baltic Sail (de) (Voile Baltique) ayant lieu dans plusieurs pays riverains de la Mer Baltique en Juillet et Août.